# Carneville
Carneville település Franciaországban, Manche megyében. Lakosainak száma 240 fő (2022. január 1.). Carneville Vicq-sur-Mer, Fermanville, Gonneville-le-Theil, Maupertus-sur-Mer és Théville községekkel határos.

## Népesség
A település népességének változása:
| Lakosok száma | 194  | 213  | 241  | 220  | 227  | 238  | 236  | 235  | 232  | 240  |
|               | 1968 | 1982 | 1990 | 2006 | 2013 | 2015 | 2017 | 2019 | 2020 | 2022 |